# Institut français de Jérusalem
L'Institut français de Jérusalem, compétent pour les territoires palestiniens, fait partie du réseau mondial des Instituts français. Son siège se trouve à Jérusalem, mais il dispose également d'antennes à Gaza, Naplouse, Ramallah (le siège de l'Autorité palestinienne), Hébron et Bethléem. Il dépend du Consulat général de France à Jérusalem.
En 2017, il est le seul institut culturel étranger couvrant tous les territoires palestiniens.

## Historique
Le nouvel Institut français de Jérusalem a été inauguré en 2012 dans le cadre d’une réforme mondiale du réseau culturel et de coopération du ministère français chargé des Affaires étrangères, initiée par la loi du 27 juillet 2010, en remplacement des activités culturelles françaises qui étaient jusque-là réunies au sein de l'association Culturesfrance.

## Rôle éducatif
Son but premier est de proposer des cours, formations et examens de français à un public aussi large que possible. L'Institut est accrédité pour faire passer et délivrer différentes certifications internationales, comme le DELF, le DALF ou le TCF.

## Activités
Le centre culturel de l'Institut participe à la scène culturelle locale, en créant des dizaines d'évènements annuels. Ses activités s'opèrent également en ligne, par des projets réguliers d'encouragement à la culture. L'institut est le seul centre consacré à la culture actif dans la bande de Gaza, malgré le blocus et à proposer une plateforme et des moyens d'expression pour les artistes et intellectuels palestiniens.

## Différents sites

### Jérusalem
La France dispose d’une présence consulaire et culturelle à Jérusalem depuis 1843.
L'Institut français dispose de deux implantations : « Chateaubriand » (Jérusalem-Est) et « Romain-Gary » (Jérusalem-Ouest).

### Bethléem
L'IF de Bethléem, établi en 2003, partage les mêmes locaux que l'Alliance française de la ville. C'est une association palestinienne à but non lucratif. Sa médiathèque propose près de 2 000 livres et magazines ainsi que plus de 350 DVD à emprunter.

### Gaza
L'Institut français de Gaza est créé en 1990 par Pierre Thénard, alors chef du service culturel du consulat de France à Jérusalem, avec l'accord de ce consulat de France à Jérusalem et du Quai d'Orsay, en pleine Intifada. Il est tout d'abord installé à Rimal, rue Victor-Hugo, un quartier prospère de Gaza, puis, à partir de 2014, sur l’avenue Charles-de-Gaulle de cette ville,  face à l’ancien palais présidentiel de Yasser Arafat, la Sharl de Goul Street, sur un terrain de 2 000 m2 en plein cœur de la ville.
Cet Institut français de Gaza survit à deux Intifadas, quatre guerres et dix-sept années de blocus. Il est cependant touché par deux attentats qui ne font pas de victimes, le 7 et le 12 décembre 2014. Le réseau diplomatique français, en accord avec la direction du centre culturel, décide de rouvrir cette institution au public début avril 2016.
Puis le 3 novembre 2023 l'Institut français de Gaza est bombardé par l'armée israélienne,.

### Hébron
L'Institut français de Jérusalem a pour partenaire l'association d'échanges culturels Hébron-France (AECHF), fondée en 1997.

### Naplouse
L’Institut français de Naplouse est inauguré en 1987 sous le nom de Centre culturel français de Naplouse. Il est situé dans l’un des plus anciens quartiers de la ville, rue An-Najah Al Qadim. Son bâtiment a résisté au tremblement de terre de 1927. Sa fermeture est décidée en 2018.

### Ramallah

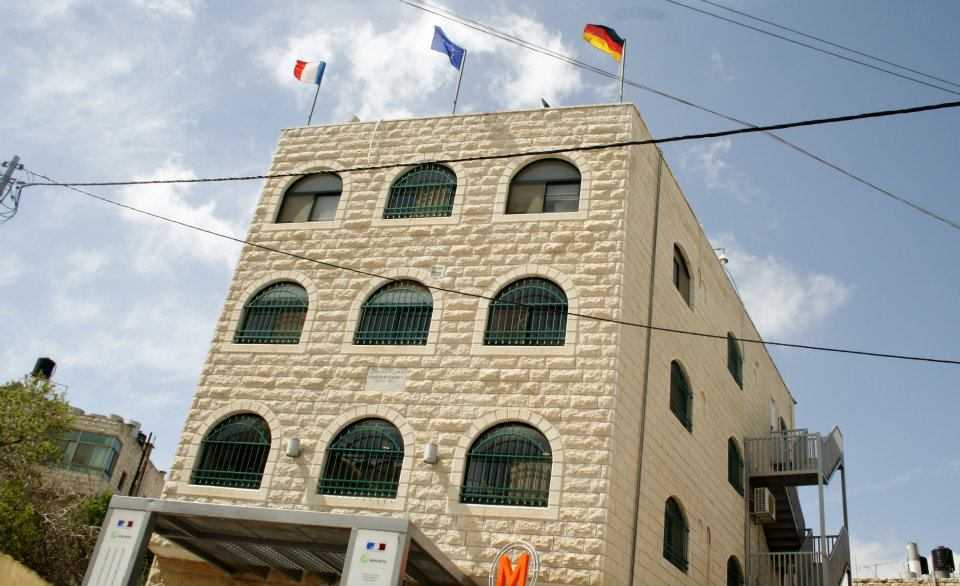
Le centre culturel franco-allemand de Ramallah inauguré en 2004.

Le centre culturel français de Ramallah est inauguré en 2004. Il est associé à l'Institut Goethe et accueille une médiathèque trilingue comportant plus de 10 000 ouvrages ainsi qu'une salle de cinéma. En outre, l'institut inaugure une exposition différente tous les mois, notamment en collaboration avec l'école des Beaux-arts de Palestine. La fête de la musique y est aussi célébrée annuellement.